# Secamone griffithii
Secamone griffithii är en oleanderväxtart som först beskrevs av Joseph Decaisne, och fick sitt nu gällande namn av Klack.. Secamone griffithii ingår i släktet Secamone och familjen oleanderväxter. Inga underarter finns listade i Catalogue of Life.